# Čang Te-ťiang
Čang Te-ťiang (čínsky pchin-jinem Zhāng Déjiāng, znaky 张德江; * 4. listopadu 1946) je čínský politik, předseda Stálého výboru Všečínského shromáždění lidových zástupců (2013–2018) a člen stálého výboru politbyra ústředního výboru Komunistické strany Číny (2012–2017), předtím vicepremiér vlády Čínské lidové republiky (2008–2013) a člen politbyra (2002–2017).

## Život
Čang Te-ťiang se narodil v okrese Tchaj-an v Liao-ningu a studoval korejštinu na univerzitě Jen-pien. Pak v srpnu 1978 nastoupil na Kim Ir-senovu univerzitu v Severní Koreji a v roce 1980 tam získal titul z ekonomie.

## Politická kariéra
Čangův politický postup začal v době vlády Ťianga Ce-mina a na jeho úspěchu se podílely vazby na Severní Koreu, které mu pomáhaly zvládat nelegální imigraci Severokorejců do Čínské lidové republiky. V březnu 1990 doprovázel Ťianga Ce-mina na cestě do Severní Koreje a krátce nato byl jmenován zástupcem tajemníka strany v Ťi-linu. V roce 1995 povýšil na tajemníka.
V roce 1998 se stal tajemníkem strany v Če-ťiangu a listopadu 2002 se přesunul na místo stranického vůdce v Kuang-tungu. Zde se pustil do integrace ekonomiky v deltě Perlové řeky. Hned po nástupu do funkce nechal vypracovat studie ohledně ekonomické propojenosti Hongkongu, Macaa, Kuang-tungu, Fu-ťienu, Ťiang-si, Kuej-čou, S’-čchuanu, Jün-nanu, Chu-nanu, Chaj-nanu a Kuang-si. Někteří tyto plány kritizovali coby megalomanské, každopádně region za Čangovy vlády zažíval ekonomický rozkvět.
V roce 2008 se stal místopředsedou vlády Čínské lidové republiky pro energetiku, komunikace a dopravu.
V březnu 2012 nastoupil do funkce tajemníka strany v Čchung-čchingu, z které byl po aféře odvolán Po Si-laj.
Na podzim byl na zasedání ústředního výboru po XVIII. sjezdu KS Číny zvolen členem stálého výboru politbyra ÚV a v březnu následujícího roku předsedou Stálého výboru Všečínského shromáždění lidových zástupců. Obě funkce vykonával jedno volební období a po pěti letech, roku 2017, resp. 2018 odešel do penze.